# SNCAO

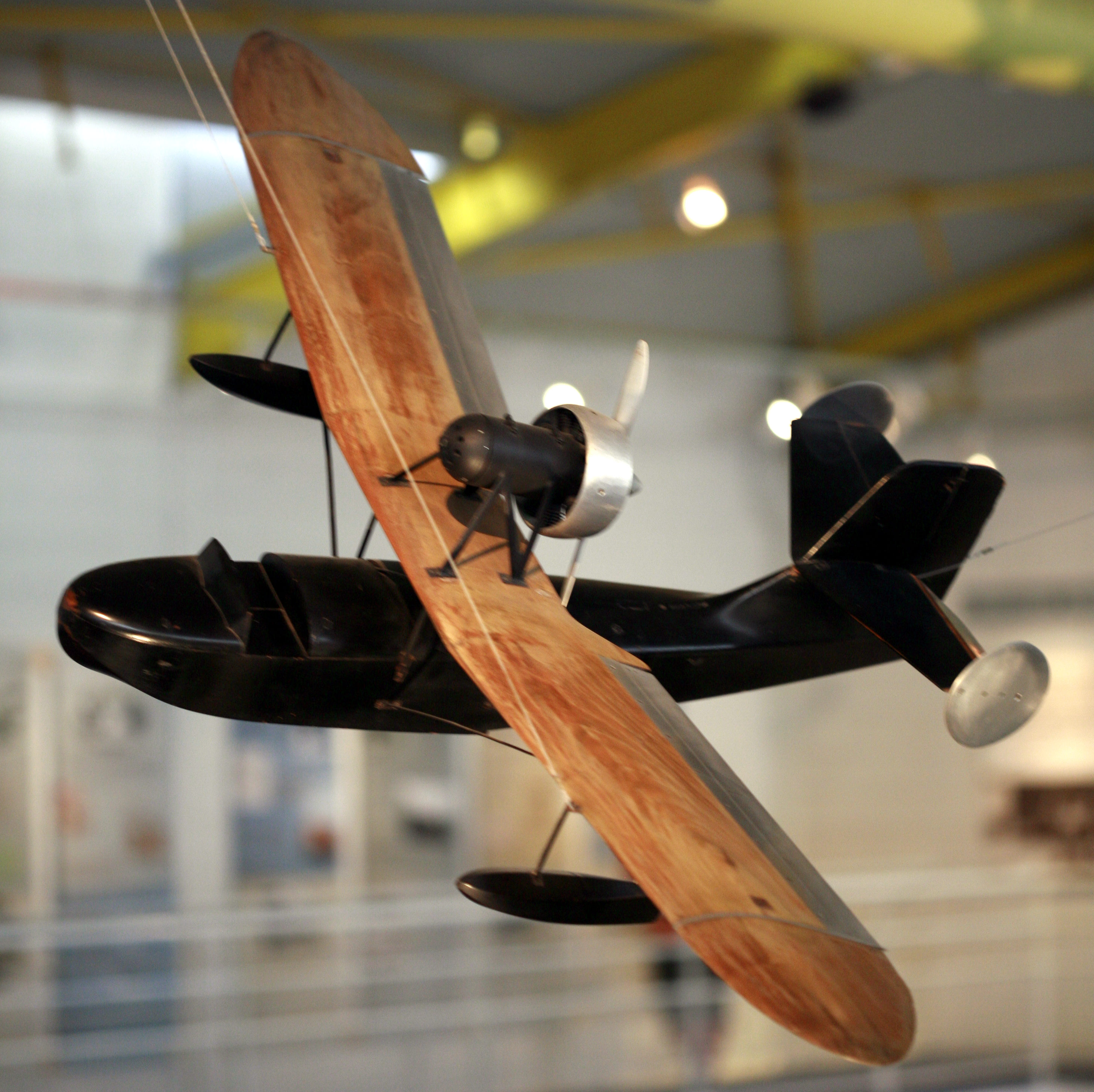
Продувочная модель CAO.30

SNCAO (акроним от Société nationale des constructions aéronautiques de l’Ouest) — ныне не существующая французская авиастроительная компания.

## История
Образована 16 ноября 1936 года слиянием национализированных фирм Breguet (Бугене) и Loire-Nieuport (Сен-Назер и Исси-ле-Мулино).
С момента своего создания продолжала выпуск самолётов, ранее производившихся фирмами-предшественниками, в том числе Breguet Br.691 и Loire 130; однако, ни одна из четырёх моделей самолётов, разработанных собственным КБ, в силу различных обстоятельств не выпускалась серийно.
Также на заводе в Сен-Назере SNCAO занималась сборкой купленных национальными ВВС в США 280 учебных самолётов North American NA-57 и произвела 82 комплекта набора центральной секции крыла для бомбардировщиков LeO-451.
Во время битвы за Францию 1940 года, на момент перемирия в производстве находились 40 летающих лодок типа CAO.30 и 12 истребителей CAO.200, которые не были завершены постройкой. Перспективный тяжёлый бомбардировщик CAO.700, прототип которого совершил первый полёт в июне того же года, уже не имел шансов пойти в серию.
В 1941 году поглощена аналогичным объединением SNCASO. В его составе производственные мощности бывшей SNCAO в 1957 году вошли в состав Sud-Aviation и далее в Aérospatiale, ныне EADS.

## Собственные конструкции фирмы
- SNCAO CAO.30 — трёхместный учебный гидросамолёт, известен также как LN-130 и (по названию второго прототипа) САО-300; из 40 заказанных ВМС выпущено 2[2];
- SNCAO CAO.600 — одноместный истребитель, выпущен 1 из 12 заказанных;
- SNCAO CAO.600 — двухмоторный бомбардировщик, 1 прототип (1-й полёт 21 марта 1940 года);
- SNCAO CAO.700 — четырёхмоторный бомбардировщик, 1 прототип (1-й полёт 24 июня 1940 года).